# 賓厄姆普頓鎮區 (北達科他州巴恩斯縣)
賓厄姆普頓鎮區（英語：Binghampton Township）是位於美國北達科他州巴恩斯縣的一個鎮區。

## 地方資料
賓厄姆普頓鎮區的面積為92.26平方千米，當中陸地面積為92.04平方千米，而水域面積為0.22平方千米。根據2010年美國人口普查的數據，當地共有人口76人，而人口密度為每平方千米0.82人。